# British Anzani Motor Company

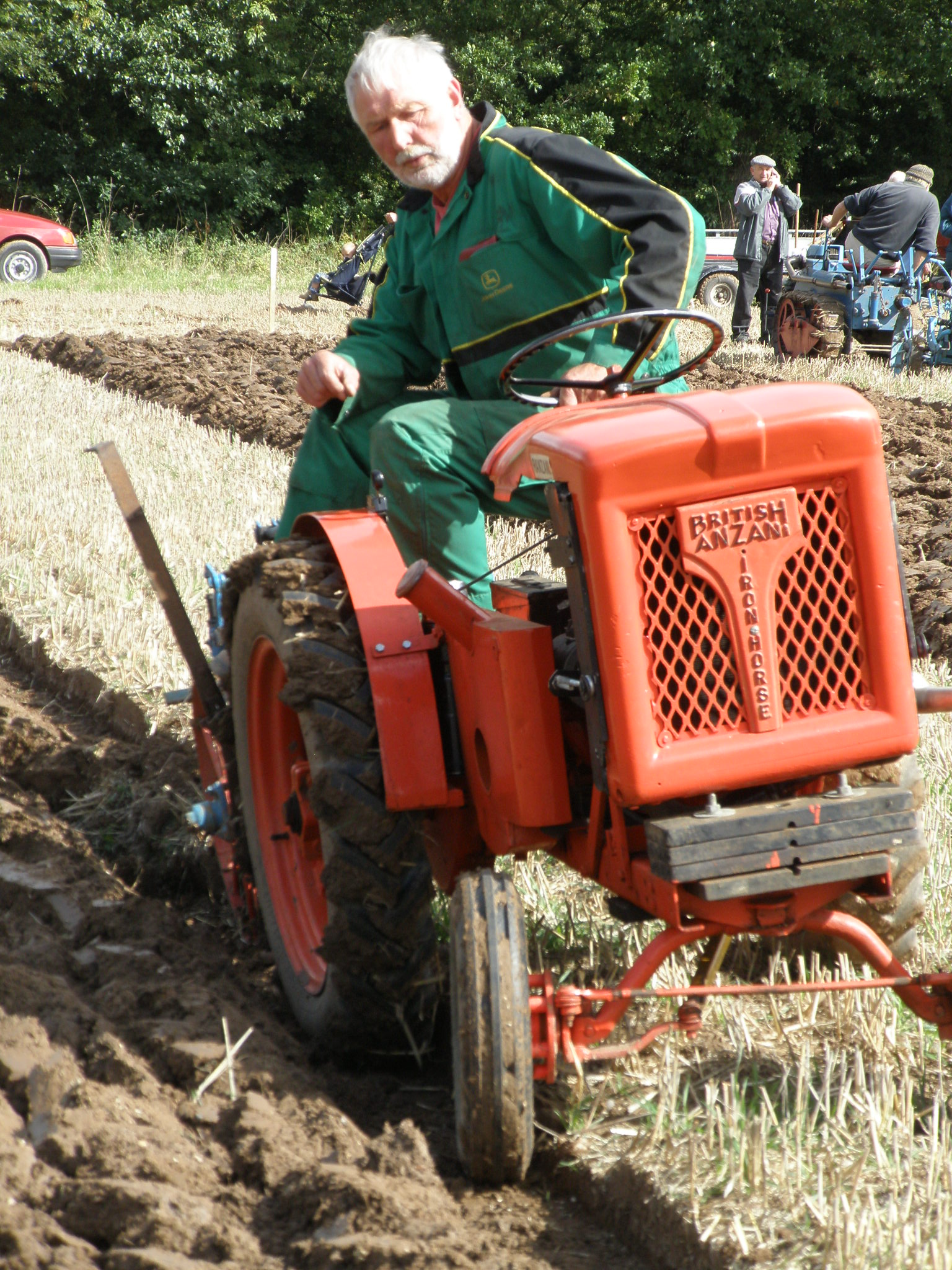
British Anzani Iron Horse

Die British Anzani Motor Company war ein Tochterunternehmen des französischen Motorenherstellers Anzani Moteurs d’Aviation, das am 20. November 1912 in der Scrubs Lane in Willesden (London) gegründet wurde. Hauptaktionär war General Aviation Contractors, eine 1911 von Ridley Prentice zum Zwecke des Motorenverkaufs an die britische Luftfahrtindustrie gegründete Gesellschaft. Zunächst handelte es sich bei British Anzani nur um eine „verlängerte Werkbank“ für den Bau von Flugmotoren, die Motorenkonstruktion für das Vereinigte Königreich wurde von der Coventry Ordnance Works Ltd, einem Wehrtechnikhersteller in Coventry, übernommen, der Vertrieb von General Aviation Contractors.
In den 1920er-Jahren wurde die Firma mit neuem Kapital ausgestattet und firmierte als British Vulpine Engine Company und später wieder als British Anzani Engineering Company. Man konzentrierte sich auf den Bau kleiner Motoren sowie Motoren für Automobile und Motorräder.
Die Firma belieferte AC Cars mit einem seitengesteuerten Vierzylindermotor mit 1496 cm³ Hubraum (aus dem später der bekannte AC-2-Liter-Motor entstand), Frazer-Nash ebenfalls mit einem gleich großen Vierzylindermotor (später mit Kompressor), die Morgan Motor Company mit einem V-Motor und Squire mit dem R1-Doppelnockenwellenmotor. Berkeley Cars hatte für sein erstes Modell B60 Sports ebenfalls einen British-Anzani-Motorradmotor im Einsatz. Die bekanntesten Produkte der Firma waren Motorradmotoren, Rasenmähermotoren und Außenbordmotoren für Boote. Die Motorradhersteller Cotton und Greeves setzten ebenfalls Zweitaktmotoren von British Anzani ein.
Später erweiterte die Firma ihr Produktspektrum. In den Jahren nach dem Zweiten Weltkrieg war das wichtigste Produkt der „Iron Horse“, ein Einachsschlepper. Noch später gab es davon auch eine vierrädrige Version, bei der der Fahrer vorne saß. Die Firma wurde zur British Anzani Group, bis sie 1980 liquidiert wurde.
2003 wurde die Handelsmarke British Anzani wieder neu registriert und die zugehörige Gesellschaft 2006. Die Firma liefert Ersatzteile für klassische Fahrzeuge durch Dolphin Engines in Launceston (Cornwall) und plant die Rückkehr ins Geschäft mit Teilen für die Auto-, Boots- und Verkehrsindustrie. Die Produkte werden von Bo Zolland konstruiert.